# Cullergondo
Cullergondo (llamada oficialmente Santa María de Cullergondo) es una parroquia y una localidad española del municipio de Abegondo, en la provincia de La Coruña, Galicia.

## Organización territorial
La parroquia está formada por seis entidades de población, constando una de ellas en el nomenclátor del Instituto Nacional de Estadística español:
- Centro de Aldea
- Cerca (A Cerca)
- Cima de Vila
- Cullergondo*
- Figueiras
- Juanzo (Xuanzo)
- Souto Calvo

## Demografía

### Parroquia
| Gráfica de evolución demográfica de Cullergondo (parroquia) entre 2000 y 2018 |
|                                                                               |
| Datos según el nomenclátor publicado por el INE.                              |

### Localidad
| Gráfica de evolución demográfica de Cullergondo (localidad) entre 1999 y 2018 |
|                                                                               |
| Datos según el nomenclátor publicado por el INE.                              |